# Max Wertheimer
Max Wertheimer (15. dubna 1880, Praha-Josefov – 12. října 1943, New Rochelle) byl spolu s Kurtem Koffkou a Wolfgangem Köhlerem jeden ze zakladatelů tvarové psychologie (Gestaltpsychologie).

## Život
Narodil se jako druhorozený syn kupce a později ředitele obchodní průmyslové školy Viléma (Israela) Wertheimera (* 1853 Pelhřimov) a jeho ženy Rosy, rozené Zwickerové z Kolína, měl staršího bratra Waltera, který vystudoval obchodní školu a později na ní vyučoval..
V letech 1898–1901 studoval na filozofické fakultě německé Karlo-Ferdinandovy univerzity a současně na právnické fakultě téže univerzity v Praze. Z práv složil v Praze roku 1901 státní zkoušku.
Ve studiu filozofie pokračoval v Německu, roku 1905 obhájil disertační práci na univerzitě ve Würzburgu. V roce 1910 začal Wertheimer působit v psychologickém institutu na univerzitě ve Frankfurtu nad Mohanem, kde se habilitoval. Na začátku první světové války se vrátil do Prahy.. V roce 1919 odjel zpět do Frankfurtu, kde se usadil, oženil s Němkou Annou Caro (1901–1987) ze západopruského Landsbergu, se kterou měl tři syny.
Po nástupu Hitlera k moci a vyhlášení rasových zákonů v roce 1933 Wertheimer přes Prahu odejel do USA, kde působil v New School of Social Research v New Yorku. Stavěl se negativně k tehdy dominantnímu behaviorismu.

## Výzkum
Zkoumal fenomén zdánlivého pohybu (fí fenomén). Došel k závěru, že iluze nevzniká na sítnici oka ve stádiu počitků, ale v mysli na úrovni vjemů. Podle Wertheimera vidíme jednotlivé podněty jako organizované celky (Gestalt). Ačkoliv se výzkum tvarových psychologů týkal zejména smyslové percepce, Wertheimer se snažil rozšířit teorii Gestaltu, aby vytvořil globální psychologickou teorii.

## Zákony gestaltů
Bylo ustanoveno mnoho „zákonů gestaltů“, mezi nejdůležitější patří:
- Zákon blízkosti – tendence vnímat podobné objekty jako skupiny nebo série
- Zákon podobnosti – smíšené skupiny podobných a odlišných objektů vidíme po skupinách
- Zákon pokračování/směru – v obrazcích hledáme čáry s nepřerušeným pokračováním
- Zákon výstižnosti (Prägnanz) – tendence vidět nejjednodušší tvar
- Zákon dobrého tvaru – tendence doplňovat obrazce
- Vnímání figury a pozadí – schopnost mysli změřit pozornost na smysluplný tvar a ignorovat zbytek
- Konstantnost velikosti – schopnost vnímání perspektivy

Škola tvarové psychologie zásadním způsobem ovlivnila vývoj psychologie.
- studoval optické klamy
- všímá si charakteristických rysů procesů myšlení (rozbor myšlenkových procesů A. Einsteina a dalších tvořivých lidí)
  - a) Reproduktivní myšlení – opakování myšlenkových postupů použitých dříve (někdy přínos, občas může ale být limitující)
  - b) Produktivní myšlení – je výsledkem hlubokého pochopení podstaty a vztahů v dané situaci – vede ke vhledu do problému.

## Dílo
- Über Schlussprozesse im produktiven Denken, Berlin 1920
- Untersuchungen zum Lehre von der Gestalt, Psychologiche Forschungen 1921
- Productive Thinking, New York 1945